# Seznam belgijskih judoistov
Seznam belgijskih judoistov.

## B
- Harry Van Barneveld
- Ingrid Berghmans

## H
- Ilse Heylen

## V
- Gella Vandecaveye
- Robert Van De Walle

## W
- Ulla Werbrouck